# När jag hör din röst
För filmen baserad på denna bok, se New Moon
När jag hör din röst (New Moon) är en ungdomsroman av Stephenie Meyer, från 2006. Det är den andra boken i "Twilight"-serien.

## Handling
Boken handlar, precis som sin föregångare, om den förbjudna kärleken mellan människan Bella Swan och vampyren Edward Cullen.
På Bellas 18:e födelsedag, som firas hemma hos pojkvännen Edwards familj bestående av sju vampyrer, råkar Bella skära upp sitt finger på ett presentpapper. När en av de annars så vänliga familjemedlemmarna, Jasper Hale, känner lukten av hennes oemotståndliga blod gör han en ansats att anfalla henne, men hindras i sista sekund av Edward. Även om Bella inte skadas allvarligt under denna olycka så fruktar Edward att hans blotta närvaro i egenskap av vampyr är alldeles för farlig för henne, och han bestämmer sig för att göra slut med henne. Tillsammans med sin familj ger han sig av så att flickan han så innerligt älskar ska kunna leva ett vanligt liv utan faror.
Avskedet från Edward gör Bella helt förkrossad, och hon klarar inte av att hantera den känslomässiga smärtan som detta orsakar henne. Utan Edward blir Bella deprimerad, och i ett par månader efter hans försvinnande lever hon sitt liv som en zombie; hon utför sina vardagliga sysslor, men hon försummar helt sina vänskapsrelationer och uppfattas knappt som närvarande av de som pratar med henne. 
Av en slump märker Bella att var gång hon gör någonting farligt eller utmanande så hör hon Edwards förmanande röst i sitt huvud, och på grund av detta börjar hon söka spänning. Hon umgås mer och mer med sin barndomskompis Jacob Black, en något yngre pojke som bor i ett reservat i närheten. Han hjälper henne att ordna en motorcykel som hon har för avsikt att utmana ödet med. Bella märker snart att han inte bara hjälper henne hitta ett sätt att höra Edwards röst på, utan att han även fyller igen det stora tomrummet inom henne som Edward lämnade efter sig, och de två vännerna börjar utveckla starka känslor för varandra.
Men plötsligt förändras även Jacob, och det visar sig att han har blivit en varulv som kan förvandla sig till en varg efter vilja. Han och några av hans vänner förvandlas till varulvar eftersom en blodtörstig vampyr, Victoria, härjar i området. Det visar sig att Victoria är ute efter att döda Bella eftersom Edward dödade hennes partner (se: Om jag kunde drömma). Bella svävar återigen i livsfara, trots att Edward lämnat henne för att undvika just det.
Under ett av Bellas farliga upptåg, där hon desperat vill höra Edwards röst ännu en gång, hoppar Bella ner i havet från en klippa. Alice Cullen, Edwards syster, som har kraften att se in i framtiden, ser detta i en av sina visioner och tror att Bella har begått självmord. Hon meddelar detta till sin syster Rosalie, som i sin tur berättar för Edward. Alice skyndar sig sedan hem till Bellas hus för att kunna vara till någon tröst för hennes pappa, Charlie. 
Vad Alice däremot inte kunde se i sin vision var att Jacob Black räddade Bella från de farliga vågorna, och Alice blir väldigt förvånad när Bella kliver in genom ytterdörren levande. Men skadan är redan skedd, och Edward, som älskar Bella för mycket för att kunna leva utan henne, beger sig till Italien där vampyrernas ledare, Volturi, bor. Han har för avsikt att be dem avrätta honom, eftersom det är för svårt att döda en vampyr för att han ska kunna ta sitt liv på egen hand. Alice och Bella skyndar sig efter honom för att bevisa för honom att hon trots allt är vid liv innan han gör någonting dumt, och de hinner precis i tid.
Edward, Bella och Alice tvingas dock träffa Volturi ändå, och de är mycket intresserade av Bella som visar sig vara immun mot vissa av deras speciella krafter som de fått när de blivit vampyrer. De vill heller inte låta henne komma därifrån leva utan ett löfte om att hon också kommer att bli en av dem någon gång i framtiden. Edward vägrar avge detta löfte eftersom han inte vill att Bella ska bli en vampyr, men Alice kan se i en vision att Bella kommer att bli en av dem, så hon lovar detta för vampyrledarna. 
Väl hemma igen berättar Edward för Bella att han älskar henne och att han endast lämnade henne för att han ville att hon skulle vara säker, och att han nu kommer stanna hos henne för evigt eftersom hon lyckas hamna i fara även när han inte är hos henne. Problemet med Victoria kvarstår, men varulvarna och vampyrerna är ovilliga att samarbeta med varandra eftersom de till naturen är dödsfiender, och Jacob väljer därför att bryta kontakten med Bella när han får veta att hon bestämt sig för att bli en vampyr.

## Omslag
På bokens omslag är det en tulpan som tappar ett blad. Detta ska symbolisera förlust. Blombladet kan också ses som en blodsdroppe och kan kopplas till när Bella skär sig i bokens första kapitel. 

## Utmärkelser
Boken hamnade på förstaplatsen på tidningen New York Times bästsäljarlista för kapitelböcker för barn redan under den andra veckan på listan, och förblev på den platsen på listan i elva veckor. Den låg totalt 30 veckor på listan. 
Filmen New Moon är baserad på När jag hör din röst. Filmen började att spelas in i mars och hade premiär bio den 20 november 2009 i Sverige.

## Film
Boken har filmatiserats, och hade biopremiär den 20 november 2009, se artikeln New Moon